# Conker Twelve Tales
Conker Twelve Tales は、レア社（現・Xbox Game Studios）が開発、任天堂が発売予定であった 64DD用ゲームソフト。『スーパーマリオ64』のシステムを基本として開発されていた、バンジョーとカズーイの大冒険シリーズに次ぐもう1つのレア社オリジナルの低・中年齢層向けのアクションゲームとなる予定であった。日本でも任天堂から、発売予定されていた。後にカセット用ソフトに変更され、内容・世界観・主人公の性格や年齢などを全く新規に置き換えた、成年向けの『Conker's Bad Fur Day』として発売される事となった。なお、開発当初のコードネームは『Conkers Quest』であった。

## 作品の特徴
ストーリーは、悪者にプレゼントを奪われ、それをアカリスの「コンカー」とそのガールフレンド「ベリー」が取り返しに行くという設定であった。アクションとしてはアッパーカット、ヒップドロップ、幅跳びのようなジャンプがあり、エネルギーは緑色のどんぐりで表示され、コンカーやベリーの声・ゲームグラフィックも異なっていた。ただし、本作から Bad Fur Day に引き継がれた要素がいくつか存在する。
一例
- バトルモード（4匹ともプレイヤーはコンカーとなる予定であった）[3]
- 頭にサーチライトを付けているシーン[1][3]
- Bad Fur Dayのウーガブーガに登場する巨人のようなキャラ[4][3]
- パチンコで使う木の実[5]
- バーディの元となったと思われるかかしの描写[3]
- 吹き出しの形状および書体
- 草原をベースにしたステージに立つ風車[5][1][3]
- 樽に乗って移動するアクション[6]
- 円形の足場の上で回るように走ることで作動する仕掛け[6]
- ミツバチの群れを引き連れるイベント[2]

実際には完全に開発中止になった訳ではなく、1999年、フォーマットをゲームボーイカラーに移行した上で『Conker's Pocket Tales』として発売された。ゲームボーイカラー専用であるため、3Dフィールドを再現すべく、カメラワークはトップビューになっている（『バンジョーとカズーイの大冒険〜グランティの復讐』と同様）。尚。後に発売された「Rare Replay」では、本作用に作られていたBGMを聴けるようになっている。